# إيرول إردال ألكان
إيرول إردال ألكان (بالتركية: Erol Erdal Alkan)‏ هو لاعب كرة قدم تركي في مركز الوسط، ولد في 16 فبراير 1994 في أمستردام في هولندا. لعب مع معمورة العزيز سبور وهاتاي سبور.

## وصلات خارجية
- إيرول إردال ألكان على موقع اتحاد تركيا (لاعب) (الإنجليزية)
- إيرول إردال ألكان على موقع قاعدة بيانات كرة القدم.إي يو (الإنجليزية)
- إيرول إردال ألكان على موقع Soccerbase.com (لاعب) (الإنجليزية)
- إيرول إردال ألكان على موقع Soccerway.com (الإنجليزية)
- إيرول إردال ألكان على موقع عالم كرة القدم.نت (الإنجليزية)